# Греко-македонские языки
Греко-македонские языки — языковая ветвь в составе индоевропейских языков.

## Греческая группа языков
В древности Греческая группа делилась на три ветви:
- Западная ветвь
  - Дорийский диалект (Мессения, Лаконика, Дорида, малоазиатская Дорида)
  - Северо-Западный диалект (Элида)
  - Ахейский диалект (Ахайя)
  - Древнемакедонский язык античности, был близок к дорийскому диалекту (Македония)
- Центральная ветвь
  - Эолийский диалект (Фессалия, Беотия, Эолия)
  - Аркадский диалект (Аркадия)
- Восточная ветвь
  - Аттический диалект (Аттика)
  - Ионийский диалект (Иония)

На основе аттического диалекта сформировался литературный древнегреческий язык — койне. Путём ряда преобразований в койне, койне стал средневековым греческим языком. В XV веке на основе средневекового греческого языка сформировались новогреческий язык, понтийский язык и каппадокийский язык. На основе дорийского языка сформировались итало-румейский язык, цаконский диалект, маниотский диалект, химариотский диалект, сфакиотский диалект.

## Древнегреческий язык
Древнегре́ческий язы́к (ἡ Ἑλληνικὴ γλῶττα) — язык индоевропейской семьи, предок греческого языка, распространённый на территории греческой ойкумены в эпоху с конца 2 тысячелетия до н. э. до V века нашей эры.
Выделяют различные периоды развития языка: протогреческий (XX—XVII века до н. э.), микенский (XVI—XII века до н. э.), постмикенский (XI—IX века до н. э.), архаический (VIII—VI века до н. э.), классический (V—IV века до н. э.), эллинистический (III век до н. э.—IV век н. э.).
На каждом этапе развития языка существовали значительно различающиеся диалекты.
Древнегреческий язык — язык поэм «Илиада» и «Одиссея» Гомера, философии и литературы времени золотого века Афин, Библии — Септуагинты (перевода Ветхого Завета) и Нового Завета.

## Древнемакедонский язык
Древнемакедо́нский язы́к — язык, на котором говорило население Древней Македонии в I тысячелетии до н. э. Большинство лингвистов прошлых лет и современных ученых признают этот язык архаичным диалектом древнегреческого языка. Из советских ученых эту точку зрения признавал Гиндин.
Некоторое число лингвистов в прошлом отстаивало точку зрения, что древнемакедонский является самостоятельным языком — возможно ближайшей родней древнегреческому, или самостоятельным палеобалканским индоевропейским языком. Эту точку зрения в РФ отстаивал В. П. Нерознак, а на западе — Рональд Артур Кроссланд (хотя и с этой точки зрения индоевропейский характер языка не оспаривается).